# Коломбје (Алије)
Коломбје (фр. Colombier) насеље је и општина у централној Француској у региону Оверња, у департману Алије која припада префектури Монлисон.
По подацима из 2011. године у општини је живело 322 становника, а густина насељености је износила 24,92 становника/km². Општина се простире на површини од 12,92 km². Налази се на средњој надморској висини од 416 метара (максималној 519 m, а минималној 362 m).

## Демографија
| 1962. | 1968. | 1975. | 1982. | 1990. | 1999. | 2011. |
| ----- | ----- | ----- | ----- | ----- | ----- | ----- |
| 412   | 436   | 361   | 346   | 331   | 312   | 322   |

График промене броја становника у току последњих година